# Lagărul de exterminare Kulmhof
Kulmhof (nume oficial complet SS Sonderkommando Kulmhof, Vernichtungslager Kulmhof, Kulmhof an der Nehr) a fost un lagăr de exterminare înființat de Germania nazistă situat la 70 de kilometri depărtare de Łódź, lângă un mic sat numit Chełmno nad Nerem (în germană Kulmhof an der Nehr). Acesta se afla într-o porțiune a Poloniei anexată de Germania sub numele de Reichsgau Wartheland în 1939. A fost primul lagăr de exterminare, deschis în 1941, pentru a ucide evreii din Ghetoul Łódź și din Warthegau; a fost primul lagăr care a folosit gaz otrăvitor stocat în capsule mici aruncate în camerele de gazare.
Cel puțin 153.000 de oameni au murit în acest lagăr, în principal evrei din ghetoul Łódź și din regiunile înconjurătoare, împreună cu romi din Polonia și unii evrei din Ungaria, polonezi, cehi, și prizonieri de război sovietici.
1. ↑  Encyclopedia of Camps and Ghettos, 1933-1945